# Експоненциална функция
В математиката експоненциалната функция е тази функция, която е равна на собствената си производна. Бележи се с ex, където е е Ойлеровото число (равно приблизително на 2,718). Използва се за изразяване на функционална връзка, при която фиксирана промяна в абсолютната стойност на независимата променлива води до фиксирана пропорционална промяна (т.е. процентно увеличение или намаляване) в стойността на функцията. Експоненциалната функцията често се бележи с exp(x), особено когато е неудобно изписването на зависимата променлива като степенен показател. Експоненциалната функция има широка употреба във физиката, химията и математиката.
Графиката на функцията y = ex е растяща и се увеличава по-бързо с нарастването на x. Функцията е положителна за всички стойности на x, но може да приема стойности произволно близки до нулата (при отрицателни стойности на x), което значи, че абсцисата е хоризонтална асимптота на експоненциалната функция. Производната на експоненциалната функция във всяка точка е равна на самата функция. Обратната функция на експоненциалната функция е естественият логаритъм ln(x).

## Дефиниция
Експоненциалната функция може да бъде дефинирана по няколко еквивалентни начина. Често използвана дефиниция е следният степенен ред:
{\displaystyle e^{x}=\sum _{n=0}^{\infty }{x^{n} \over n!}=1+x+{x^{2} \over 2!}+{x^{3} \over 3!}+{x^{4} \over 4!}+\cdots .}
Тази дефиниция важи както за реални така и за комплексни числа. Еквивалентна дефиниция е следната граница:
{\displaystyle e^{x}=\lim _{n\rightarrow \infty }\left(1+{\frac {x}{n}}\right)^{n}.}

## Свойства
Изхождайки от горните определения, може да се докаже, че за експоненциалната функция важи степенното равенство:
{\displaystyle \exp(x+y)=\exp(x)\cdot \exp(y)},
за всички x и y. Експоненциалната функция е решение на диференциалното уравнение:
{\displaystyle \,{d \over dx}e^{x}=e^{x}}.
Това свойство на експоненциалната функция ѝ дава широко приложение в природните науки.
|  | Тази страница частично или изцяло представлява превод на страницата Exponential function в Уикипедия на английски. Оригиналният текст, както и този превод, са защитени от Лиценза „Криейтив Комънс – Признание – Споделяне на споделеното“, а за съдържание, създадено преди юни 2009 година – от Лиценза за свободна документация на ГНУ. Прегледайте историята на редакциите на оригиналната страница, както и на преводната страница, за да видите списъка на съавторите. ВАЖНО: Този шаблон се отнася единствено до авторските права върху съдържанието на статията. Добавянето му не отменя изискването да се посочват конкретни източници на твърденията, които да бъдат благонадеждни. |